# Daniela Merighetti
Daniela Merighetti (ur. 5 lipca 1981 w Brescii) – włoska narciarka alpejska.

## Kariera
Na arenie międzynarodowej Daniela Merighetti po raz pierwszy pojawiła się 13 marca 1997 roku w Tonale, gdzie w zawodach Citizen Race w gigancie zajęła trzecie miejsce. Nigdy nie wystartowała na mistrzostwach świata juniorów. W zawodach Pucharu Świata zadebiutowała 9 grudnia 2000 roku w Sestriere, gdzie nie zakwalifikowała się do drugiego przejazdu giganta. Pierwsze pucharowe punkty wywalczyła 23 listopada 2002 roku w Park City, zajmując 28. miejsce w slalomie. Na podium po raz pierwszy stanęła 6 marca 2003 roku w Åre, zajmując drugie miejsce w gigancie. Rozdzieliła tam na podium Szwedkę Anję Pärson oraz swą rodaczkę, Denise Karbon. W kolejnych latach jeszcze czterokrotnie plasowała się w najlepszej trójce, w tym 14 stycznia 2012 roku w Cortinie d’Ampezzo odniosła swoje jedyne zwycięstwo, wygrywając bieg zjazdowy. Najlepsze wyniki osiągała w sezonie 2011/2012, kiedy zajęła 15. miejsce w klasyfikacji generalnej, a w klasyfikacji zjazdu była siódma.
W 2006 roku wystartowała na igrzyskach olimpijskich w Turynie, gdzie jej najlepszym wynikiem było 32. miejsce w zjeździe. Podczas rozgrywanych cztery lata później igrzysk w Vancouver wzięła udział w zjeździe, supergigancie i kombinacji, jednak żadnej konkurencji nie ukończyła. Brała także udział w igrzyskach olimpijskich w Soczi w 2014 roku, gdzie była między innymi czwarta w zjeździe. W zawodach tych walkę o podium przegrała z Larą Gut ze Szwajcarii o 0,17 sekundy. Była też między innymi siódma w zjeździe podczas mistrzostw świata w Garmisch-Partenkirchen w 2011 roku oraz w supergigancie na rozgrywanych dwa lata później mistrzostwach świata w Schladming.

## Osiągnięcia

### Igrzyska olimpijskie
| Miejsce | Dzień     | Rok  | Miejscowość | Konkurencja     | Czas łączny | Strata  | Zwyciężczyni              |
| ------- | --------- | ---- | ----------- | --------------- | ----------- | ------- | ------------------------- |
| 32.     | 15 lutego | 2006 | Turyn       | Zjazd           | 1:56,49 min | +5,27 s | Michaela Dorfmeister      |
| DSQ     | 18 lutego | 2006 | Turyn       | Kombinacja      | 2:51,08 min | -       | Janica Kostelić           |
| DNF1    | 22 lutego | 2006 | Turyn       | Slalom          | 1:29,04 min | -       | Anja Pärson               |
| DNF1    | 17 lutego | 2010 | Vancouver   | Zjazd           | 1:44,19 min | -       | Lindsey Vonn              |
| DNF1    | 18 lutego | 2010 | Vancouver   | Superkombinacja | 2:09,14 min | -       | Maria Riesch              |
| DNF1    | 20 lutego | 2010 | Vancouver   | Supergigant     | 1:20,14 min | -       | Andrea Fischbacher        |
| DNS2    | 10 lutego | 2014 | Soczi       | Superkombinacja | 2:34,62 min | -       | Maria Höfl-Riesch         |
| 4.      | 12 lutego | 2014 | Soczi       | Zjazd           | 1:41,57 min | +0,27 s | Dominique Gisin Tina Maze |
| DNF     | 15 lutego | 2014 | Soczi       | Supergigant     | 1:25,52 min | -       | Anna Fenninger            |

### Mistrzostwa świata
| Miejsce | Dzień     | Rok  | Miejscowość       | Konkurencja     | Czas biegu  | Strata  | Zwyciężczyni      |
| ------- | --------- | ---- | ----------------- | --------------- | ----------- | ------- | ----------------- |
| 15.     | 9 lutego  | 2007 | Åre               | Superkombinacja | 1:57,69 min | +3,32 s | Anja Pärson       |
| 17.     | 11 lutego | 2007 | Åre               | Zjazd           | 1:26,89 min | +1,79 s | Anja Pärson       |
| DNF1    | 3 lutego  | 2009 | Val d’Isère       | Supergigant     | 1:20,73 min | -       | Lindsey Vonn      |
| DNF2    | 6 lutego  | 2009 | Val d’Isère       | Superkombinacja | 2:20,13 min | -       | Kathrin Zettel    |
| 16.     | 9 lutego  | 2009 | Val d’Isère       | Zjazd           | 1:30,31 min | +2,94   | Lindsey Vonn      |
| 9.      | 8 lutego  | 2011 | Ga-Pa             | Supergigant     | 1:23,82 min | +1,09 s | Elisabeth Görgl   |
| DNF1    | 11 lutego | 2011 | Ga-Pa             | Superkombinacja | 2:43,23 min | -       | Anna Fenninger    |
| 7.      | 13 lutego | 2011 | Ga-Pa             | Zjazd           | 1:47,24 min | +1,42 s | Elisabeth Görgl   |
| 7.      | 5 lutego  | 2013 | Schladming        | Supergigant     | 1:35,39 min | +0,93 s | Tina Maze         |
| DNS2    | 8 lutego  | 2013 | Schladming        | Superkombinacja | 2:39,92 min | -       | Maria Höfl-Riesch |
| DNF1    | 10 lutego | 2013 | Schladming        | Zjazd           | 1:50,00 min | -       | Marion Rolland    |
| DNF     | 3 lutego  | 2015 | Vail/Beaver Creek | Supergigant     | 1:10,29 min | -       | Anna Fenninger    |
| 8.      | 6 lutego  | 2015 | Vail/Beaver Creek | Zjazd           | 1:45,89 min | +1,25 s | Tina Maze         |

### Puchar Świata

#### Miejsca w klasyfikacji generalnej
- sezon 2002/2003: 59.
- sezon 2003/2004: 91.
- sezon 2004/2005: -
- sezon 2005/2006: 53.
- sezon 2006/2007: 48.
- sezon 2007/2008: 44.
- sezon 2008/2009: 32.
- sezon 2009/2010: 36.
- sezon 2010/2011: 20.
- sezon 2011/2012: 15.
- sezon 2012/2013: 30.
- sezon 2013/2014: 41.
- sezon 2014/2015: 35.
- sezon 2015/2016:

#### Zwycięstwa w zawodach
1. Cortina d’Ampezzo – 14 stycznia 2012 (zjazd)

#### Miejsca na podium w zawodach
1. Åre – 6 marca 2003 (gigant) – 2. miejsce
2. Bansko – 26 lutego 2012 (supergigant) – 3. miejsce
3. Sankt Anton am Arlberg – 12 stycznia 2013 (zjazd) – 2. miejsce
4. Cortina d’Ampezzo – 18 stycznia 2015 (zjazd) – 3. miejsce
5. La Thuile – 20 lutego 2016 (zjazd) – 3. miejsce

- W sumie (1 zwycięstwo, 2 drugie i 3 trzecie miejsca).